# Kauppurienkatu
Kauppurienkatu (français : rue marchande) est une rue à Oulu en Finlande.

## Présentation
Kauppurienkatu traverse le Plan hippodamien d'Oulu du quartier Pokkinen à celui de Vaara.
La rue part de la place du marché d'Oulu et se termine dans la rue Rautatienkatu, à trois pâtés de maisons de la gare d'Oulu.
Du début de Kauppurienkatu jusqu'à Isokatu se trouve la zone piétonne Rotuaari où se trouvent plusieurs restaurants.

## Histoire
Le grand magasin Stockmann était en bordure de Kauppurienkatu jusqu'à sa fermeture en 2017,.

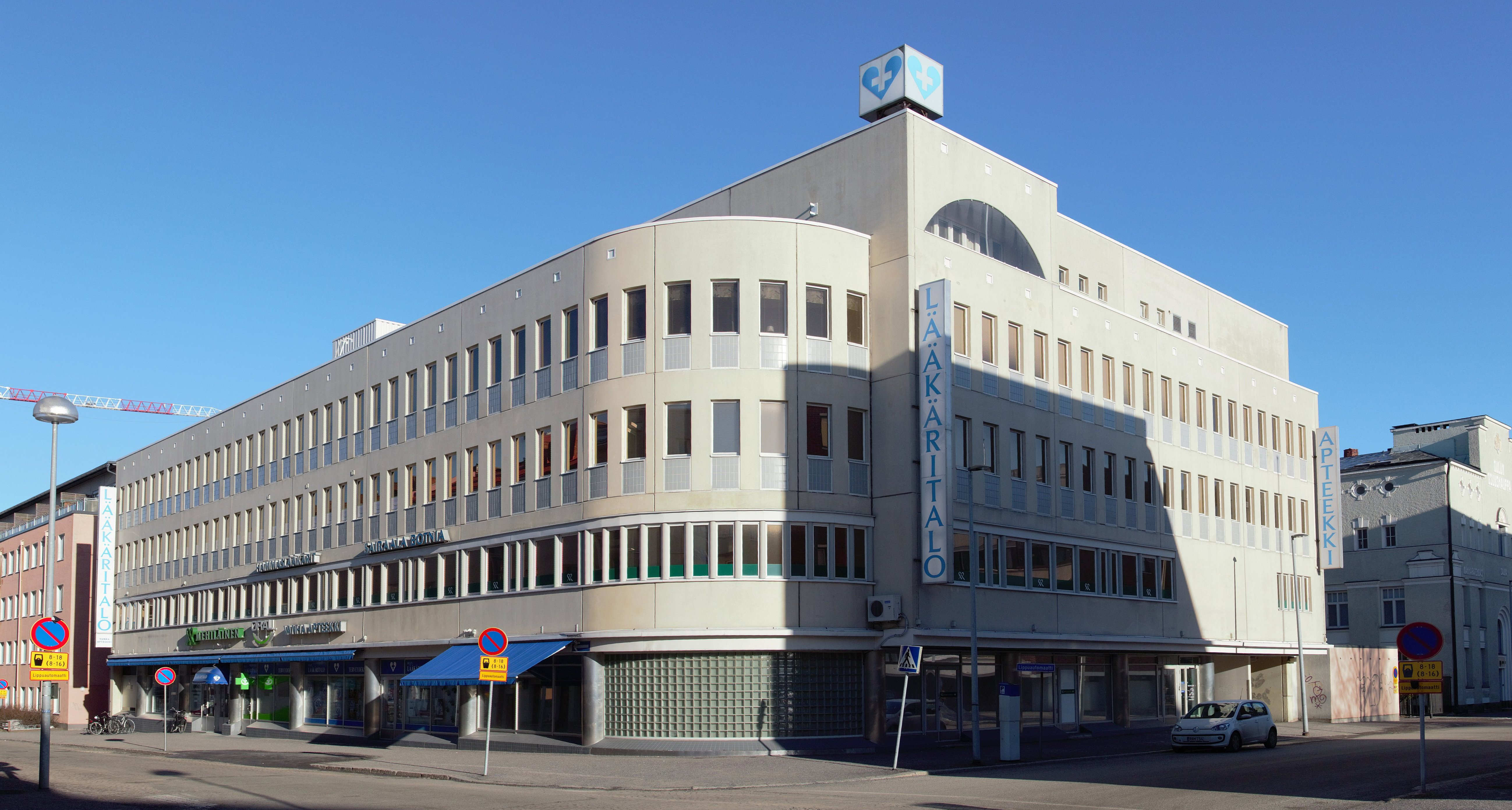
Rautatienkatu 27-29.

## Galerie

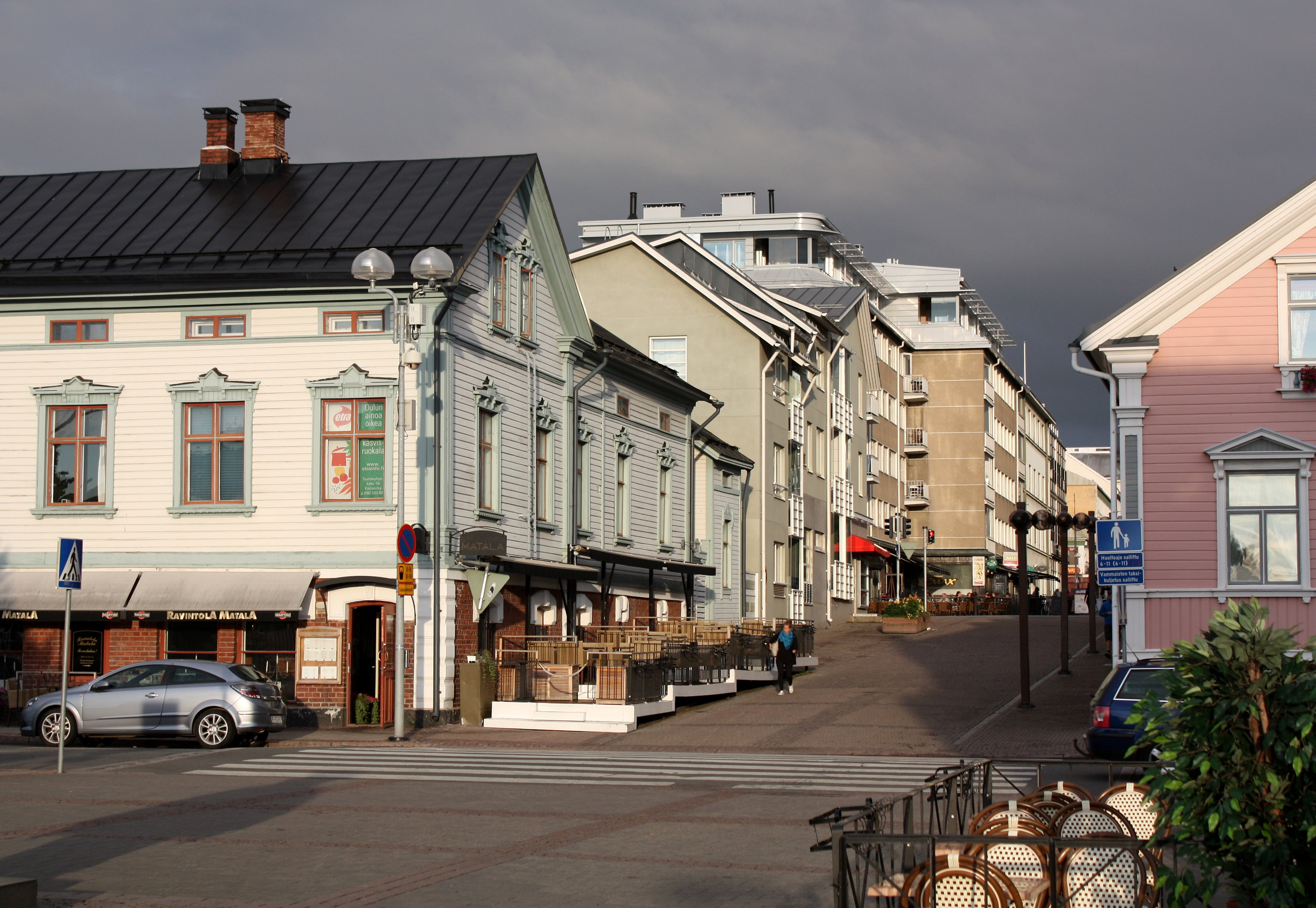
Le début de Kauppurienkatu près de la place du marché.
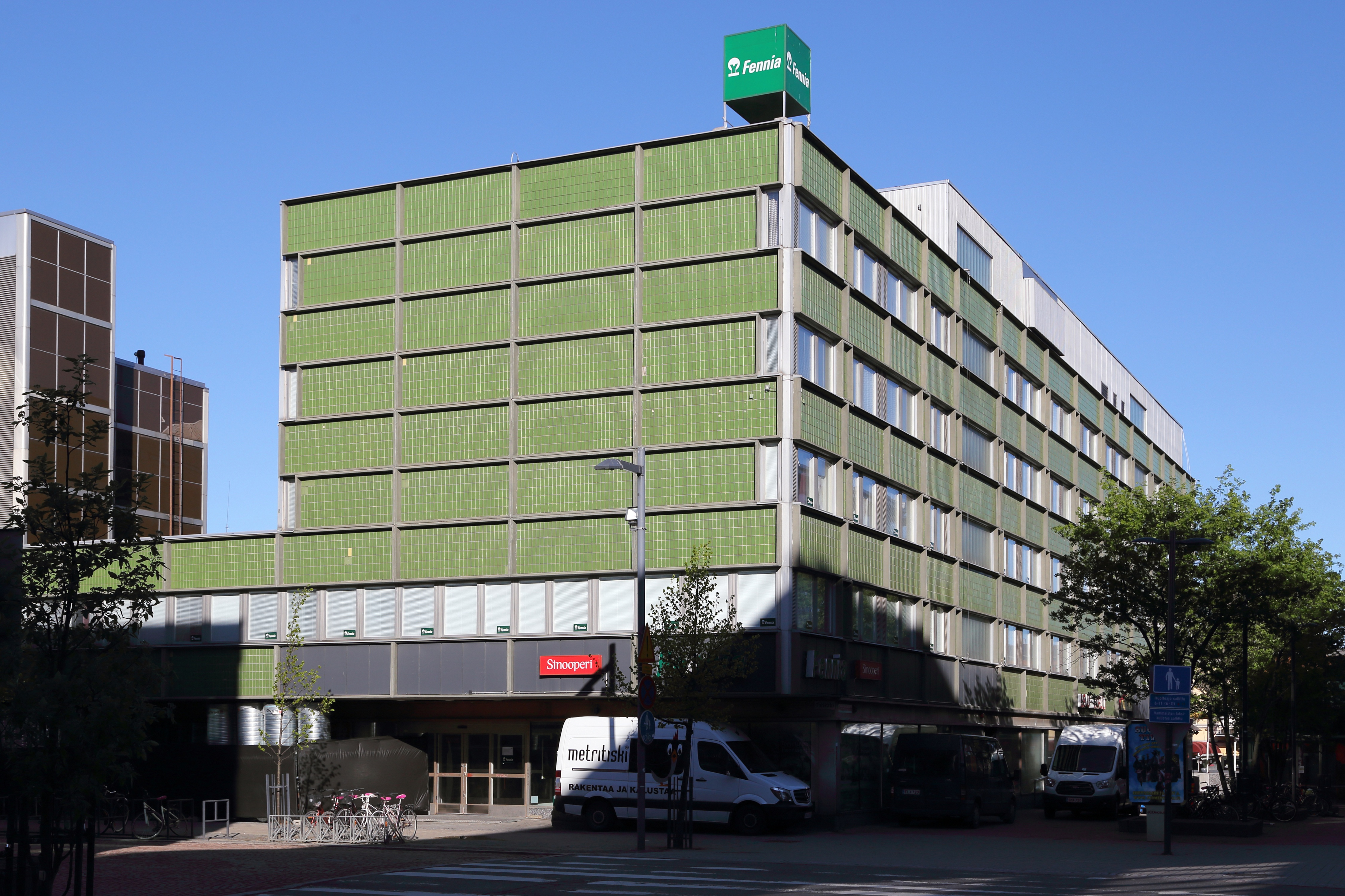
Kauppurienkatu 6-8.
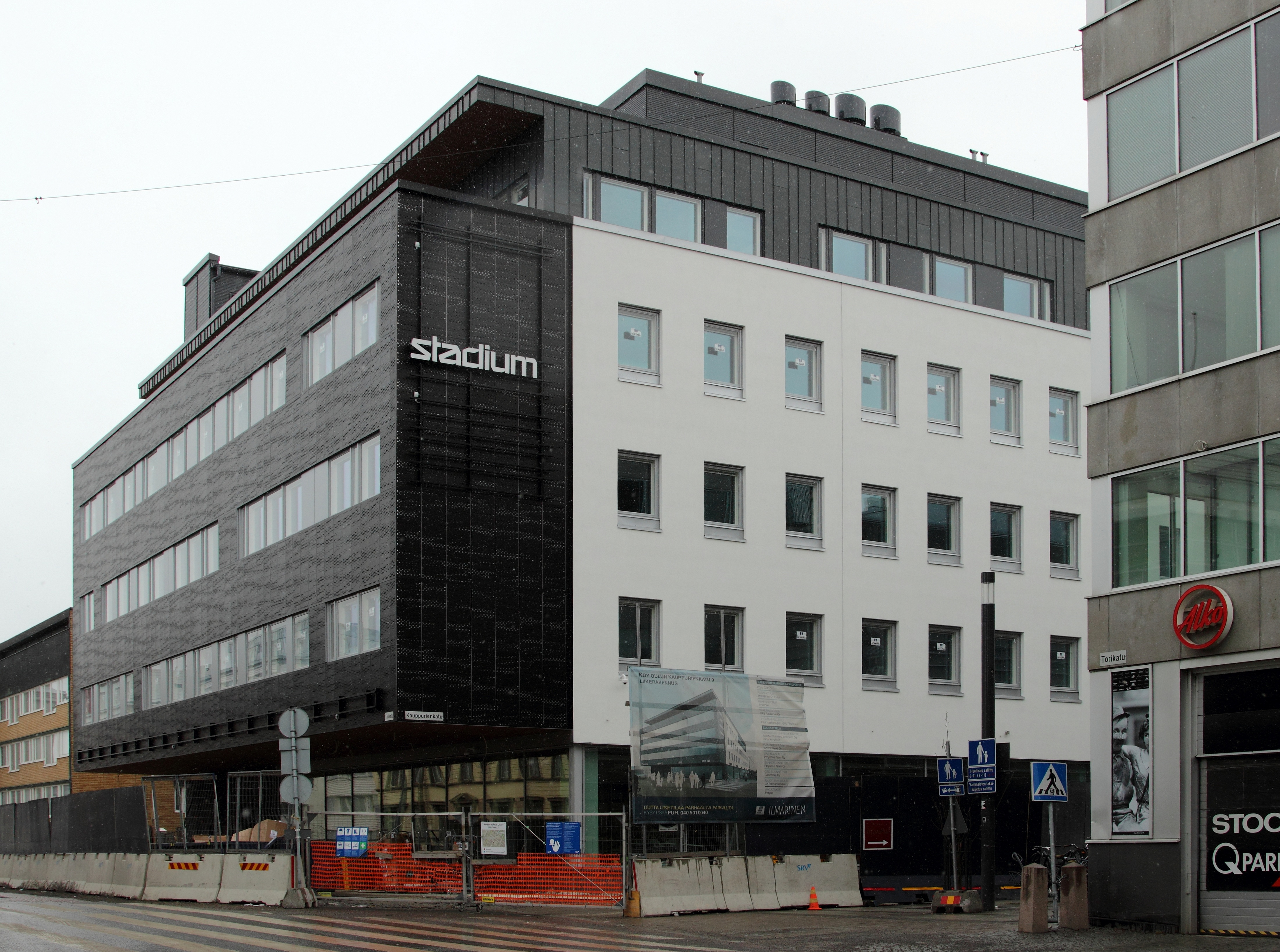
Kauppurienkatu 9.
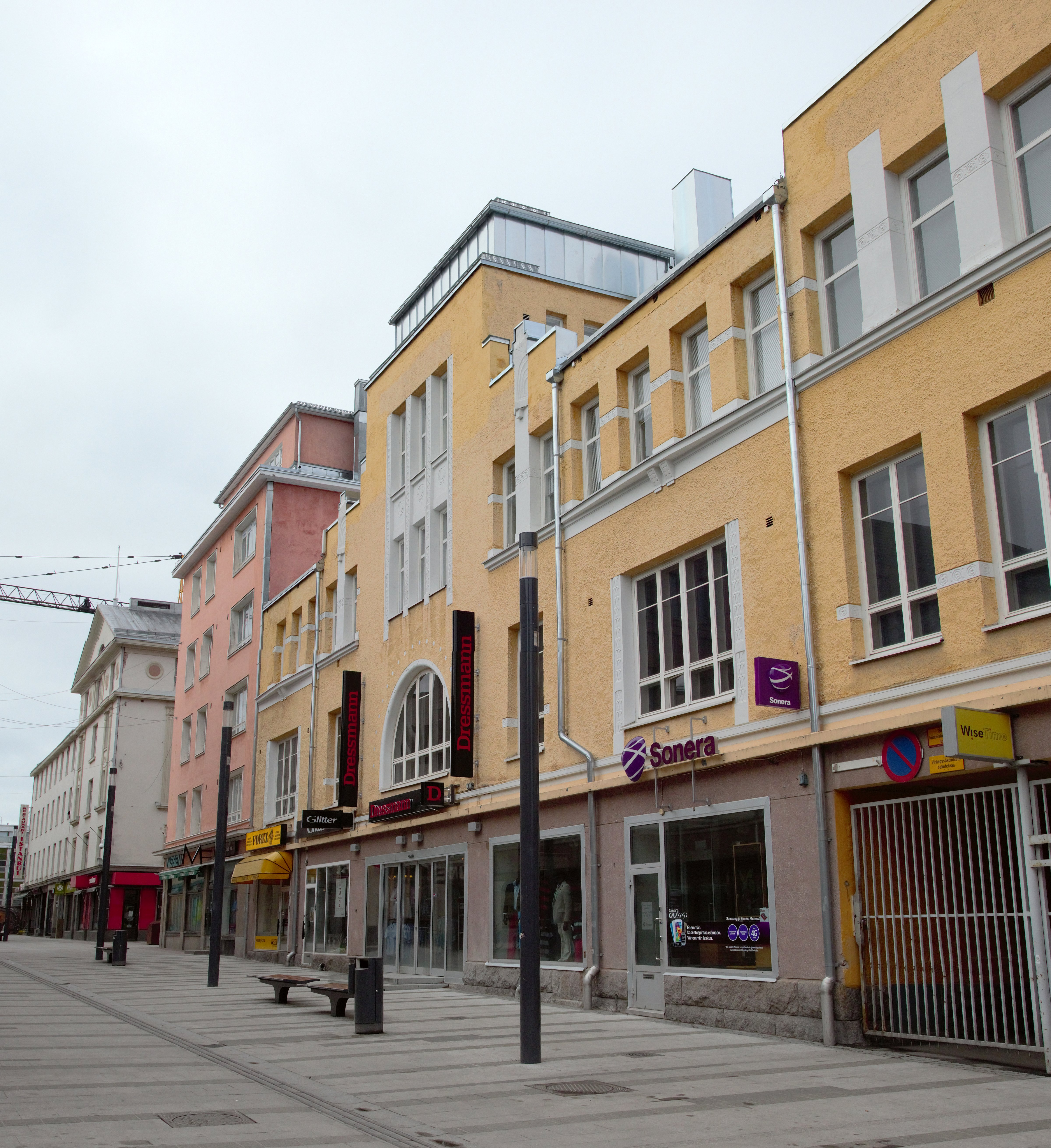
Kauppurienkatu 13.
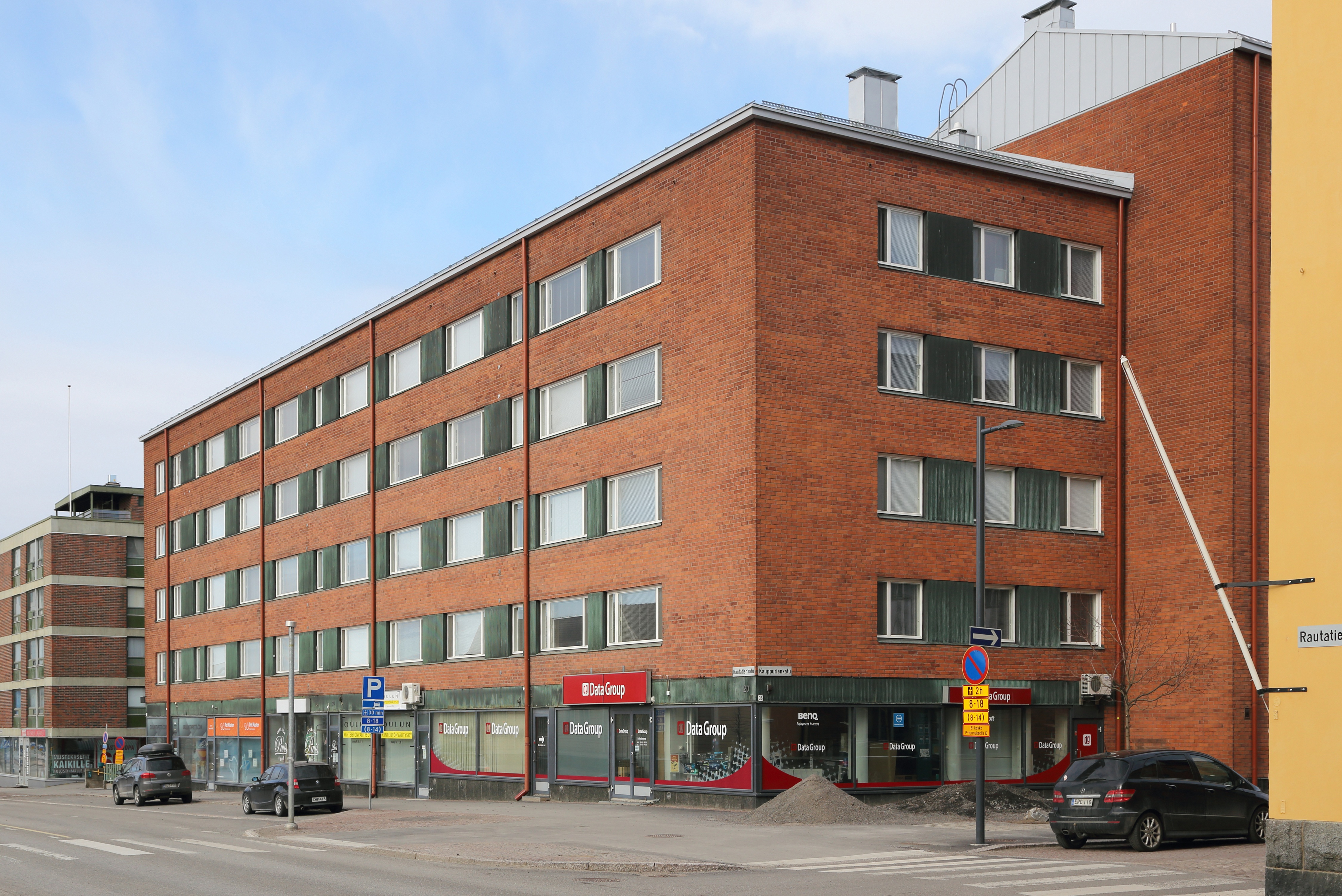
Coin de Rautatienkatu et de Kauppurienkatu.
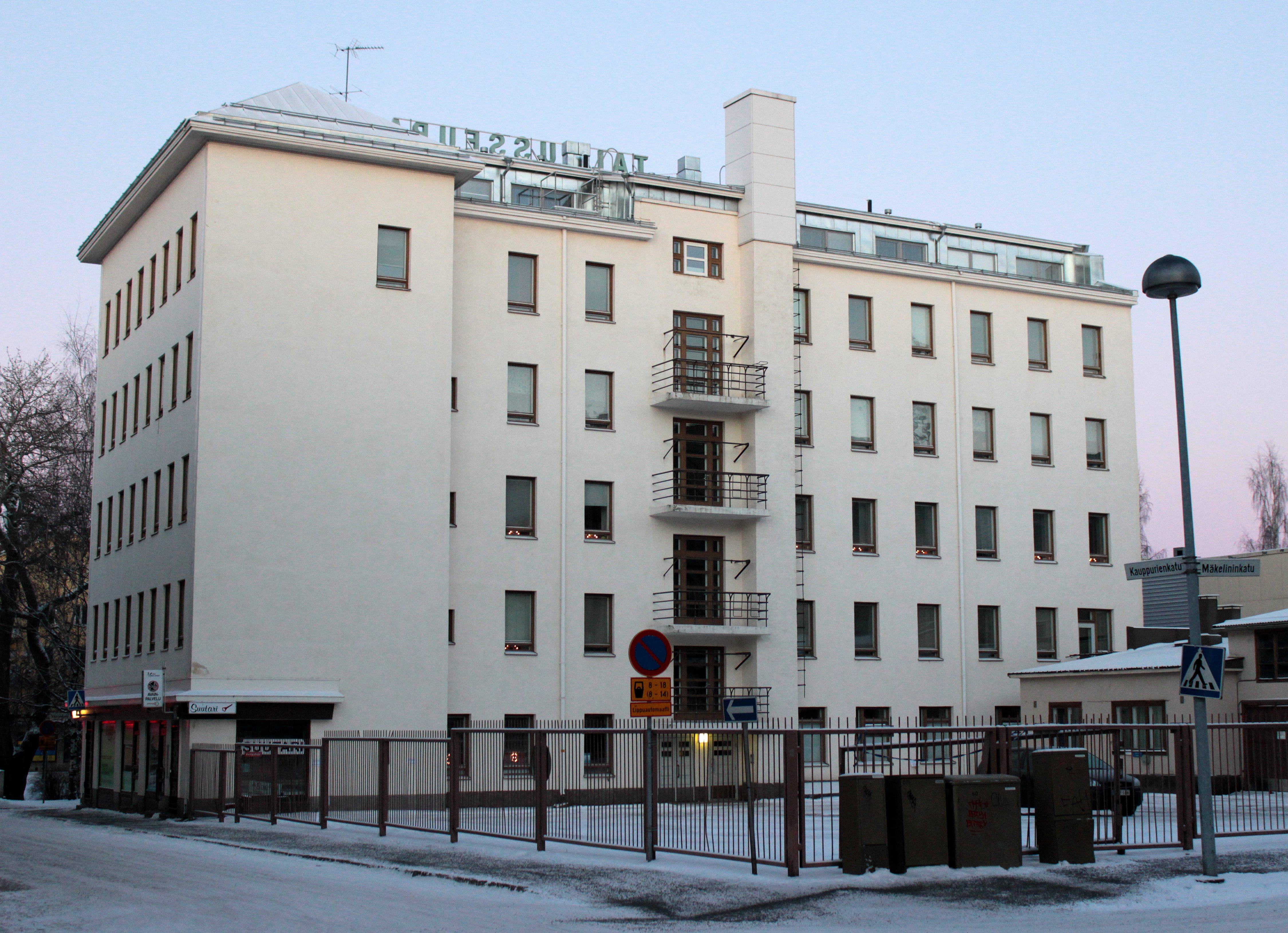
Kauppurienkatu 23.
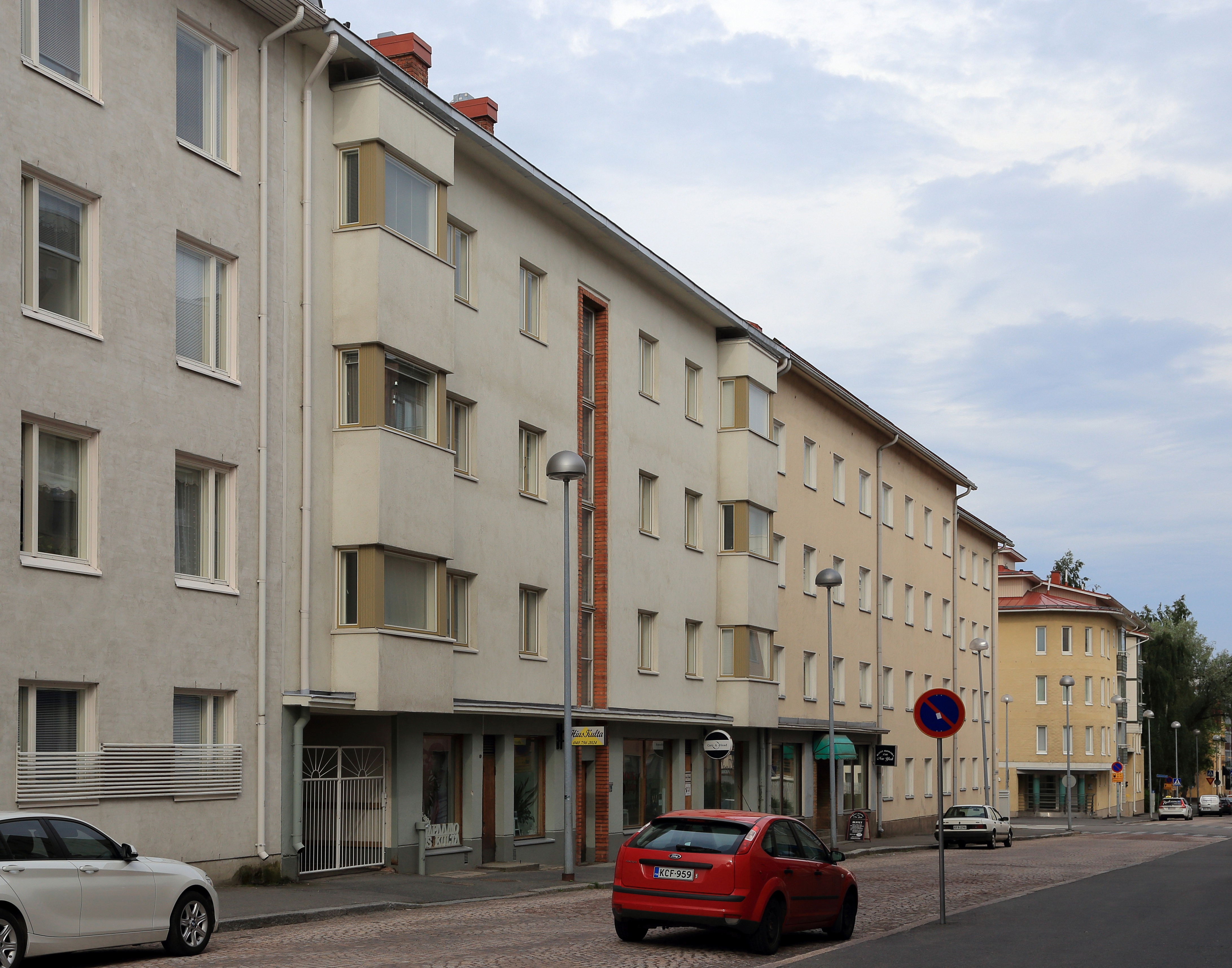
Kauppurienkatu 30.
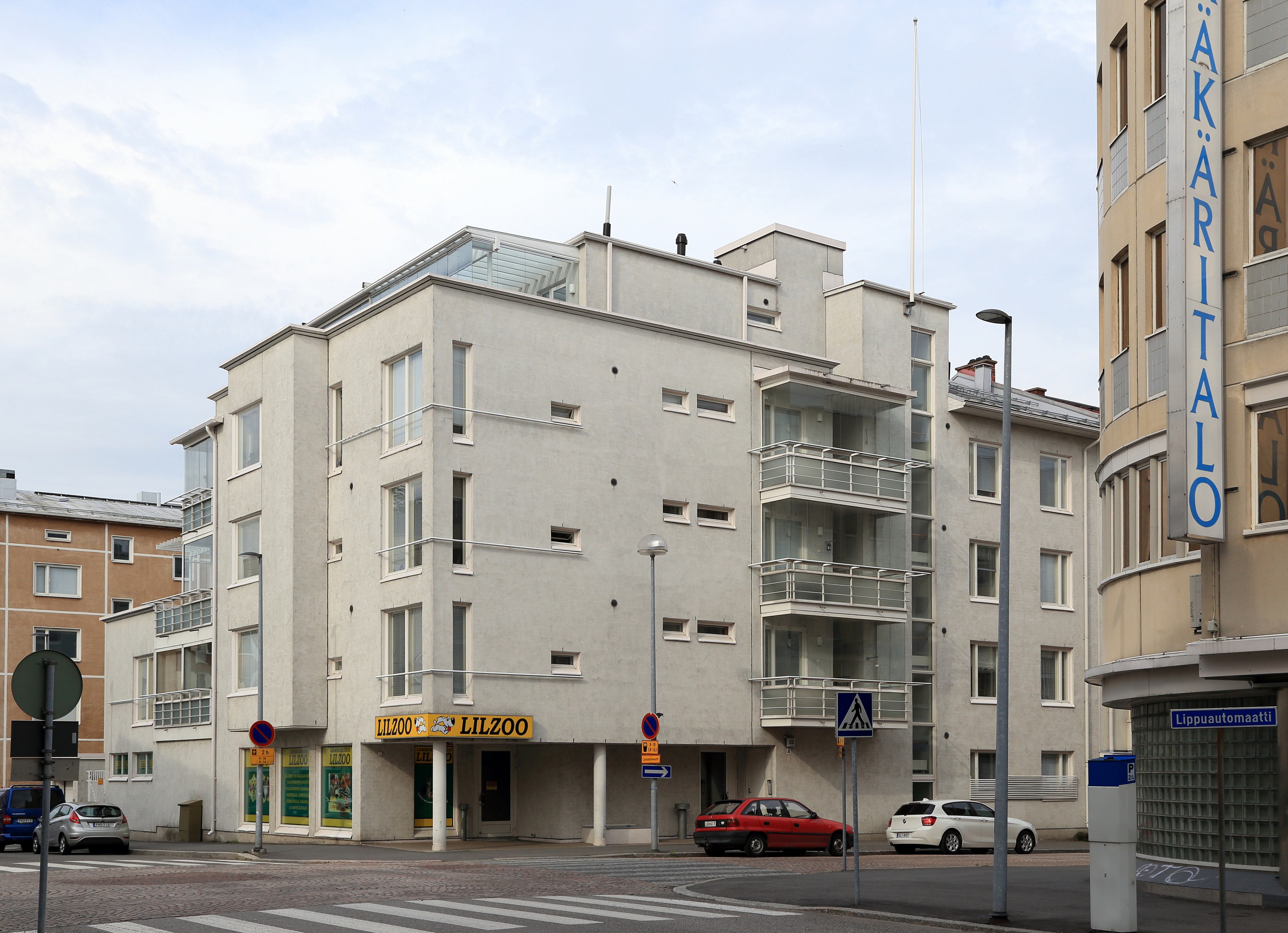
Kauppurienkatu 32.